# Оукланд (округ Камбрија, Пенсилванија)
Оукланд (енгл. Oakland, Cambria County) насељено је место без административног статуса у америчкој савезној држави Пенсилванија.

## Демографија
По попису из 2010. године број становника је 1.578.
| Група             | 2000.    | 2010.         |
| Белци             | 0 (0,0%) | 1.520 (96,3%) |
| Афроамериканци    | 0 (0,0%) | 20 (1,3%)     |
| Азијати           | 0 (0,0%) | 8 (0,5%)      |
| Хиспаноамериканци | 0 (0,0%) | 17 (1,1%)     |
| Укупно            | 0        | 1.578         |